# 林登伍德鎮區 (密蘇里州聖查爾斯縣)
林登伍德鎮區（英語：Lindenwood Township）是位於美國密蘇里州聖查爾斯縣的一個行政鎮區。

## 地方資料
林登伍德鎮區的面積為14.36平方千米，當中陸地面積為14.35平方千米，而水域面積為0.01平方千米。根據2020年美國人口普查的數據，當地共有人口21172人，而人口密度為每平方千米1,474.37人。